# Crotalaria eremicola
Crotalaria eremicola är en ärtväxtart som beskrevs av Baker f.. Crotalaria eremicola ingår i släktet sunnhampor, och familjen ärtväxter.

## Underarter
Arten delas in i följande underarter:
- C. e. eremicola
- C. e. parviflora